# Droga wojewódzka nr 543

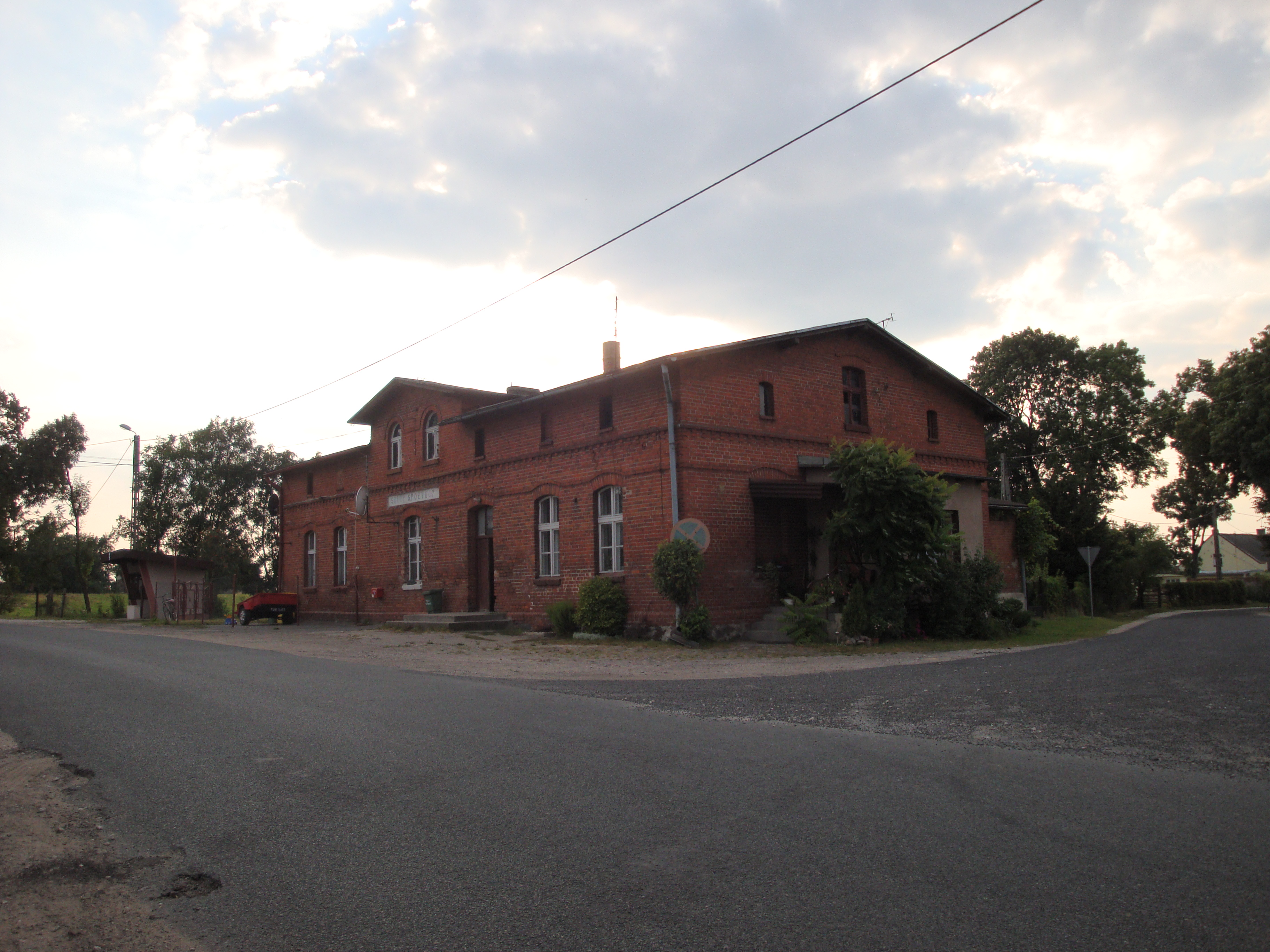
DW543 we Wiewiórkach

Droga wojewódzka nr 543 (DW543) – droga wojewódzka łącząca Paparzyn (DK55) z Tywolą (DK15) koło Brodnicy.

## Miejscowości na trasie
- Paparzyn (DK55)
- Robakowo
- Gorzuchowo
- Działowo
- Błędowo
- Wiewiórki
- Dębieniec
- Zielnowo
- Radzyń Chełmiński (DW534)
- Czeczewo
- Rywałd
- Blizno
- Jabłonowo-Zamek
- Jabłonowo Pomorskie
- Kamień
- Mileszewy
- Czekanowo
- Grzybno
- Drużyny
- Tywola (DK15)